# Fiserv Forum
El Wisconsin Entertainment and Sports Center, conocido por motivos de patrocinio como Fiserv Forum, es un pabellón multiusos situado en Milwaukee, Wisconsin, inaugurado el 26 de agosto de 2018. Es la sede de los Milwaukee Bucks de la NBA y del equipo de baloncesto de la Universidad Marquette.

## Historia
A pesar de ser en 1988 cuando se inauguró uno de los mejores pabellones de la NBA, el Bradley Center en 2018 era una de los recintos más veteranos de la liga, solo superado por el Madison Square Garden de Nueva York y el Oracle Arena de Oakland, pero ambos han ido siendo remodelados a lo largo de su historia, y el pabellón de los Golden State Warriors está previsto que sea sustituido en 2019 por el nuevo Chase Center en la ciudad de San Francisco. Aunque la instalación era autosuficiente, los inquilinos del Bradley Center, como los Bucks, estaban en desventaja en comparación con otros equipos de la NBA debido a su gestión.

## Derechos de denominación
Compañías locales como Johnson Controls, Miller Brewing, Harley-Davidson o BMO Harris Bank entre otras llegaron a acuerdos de colaboración y patrocinio con los Bucks, pero no pujaron por los derechos de denominación. El 26 de julio de 2018 se llegó a un acuerdo de patrocinio por 25 años con la empresa proveedora de tecnología de servicios financieros Fiserv, pasando a denominarse el estadio Fiserv Forum.

## Eventos
El primer evento programado, para el 4 de septiembre de 2018, fue el concierto de The Killers, con Violent Femmes como grupo invitado. Durante el año de su inauguración se presentaron Maroon 5, Justin Timberlake, Metallica, Foo Fighters, The Eagles o Fleetwood Mac entre otros.